# Вейлер-ла-Тур
Вейлер-ла-Тур (люкс. Weiler-la-Tour, фр. Weiler-la-Tour) — коммуна в Люксембурге, располагается в округе Люксембург. Коммуна Вейлер-ла-Тур является частью кантона Люксембург. В коммуне находится одноимённый населённый пункт.
Население составляет 1922 человек (на 2008 год), в коммуне располагаются 681 домашних хозяйств. Занимает площадь 17,07 км² (по занимаемой площади 73 место из 116 коммун). Наивысшая точка коммуны над уровнем моря составляет 329 м. (104 место из 116 коммун), наименьшая 243 м. (58 место из 116 коммун).